# Kokkai-gijidōmae (metropolitana di Tokyo)
La stazione di Kokkai-gijidōmae (国会議事堂前駅?, Kokkai-gijidōmae-eki) è una stazione della metropolitana di Tokyo che si trova a Minato. La stazione è servita da due linee della Tokyo Metro ed è collegata alla stazione di Tameike-Sannō da un corridoio sotterraneo.